# دهستان کبودگنبد
کبود گنبد، دهستانی از توابع بخش مرکزی شهرستان کلات در استان خراسان رضوی ایران به مرکزیت جلیل‌آباد است. این دهستان بر اساس مصوبه هیئت وزیران در تاریخ ۲۵ اسفند ۱۳۶۴ تأسیس شده‌است. این روستا، زادگاه علی صیاد شیرازی، جانشین پیشین ستاد کل نیروهای مسلح است.
این دهستان در ۹۰ کیلومتری مشرق شهرستان درگز، در منطقه‌ای کوهستانی و معتدل قرار دارد مردمانش قشقایی هستند به زبان ترکی صحبت میکنند.

## جمعیت
بر پایه سرشماری عمومی نفوس و مسکن در سال ۱۳۹۵ جمعیت این دهستان ۴٬۳۷۰ نفر (در ۲٬۵۱۴ خانوار) بوده‌است.